# Bellheim
Bellheim est une commune allemande de l'arrondissement de Germersheim en Rhénanie-Palatinat.

## Géographie
Elle est située à l'ouest du Rhin, à environ 13 km à l'est de Landau et à 15 km au nord-ouest de la ville de Karlsruhe.

## Économie
La commune héberge le siège de la brasserie "Bellheimer Brauerei" (qui fait partie du groupe "Park & Bellheimer AG"), dont les principales productions sont la Bellheimer Lord, la Bellheimer Silberpils, et la Bellheimer Naturtrüb ainsi que les eaux minérales Bellaris.